# Чемпіонат України з футболу 2002—2003: вища ліга (склади команд)
У складах клубів подано гравців, які провели щонайменше 1 гру в вищій лізі сезону 2002/03. Прізвища, імена та по батькові футболістів подані згідно з офіційним сайтом ФФУ.

## «Арсенал» (Київ)
Головний тренер: В'ячеслав Грозний
| №            | Футболіст                       | Дата народження   | Країна       | Ігри     | Голи     |
| Воротарі     | Воротарі                        | Воротарі          | Воротарі     | Воротарі | Воротарі |
| ------------ | ------------------------------- | ----------------- | ------------ | -------- | -------- |
|              | Кернозенко Вячеслав Сергійович  | 4 червня 1976     | Україна      | 30       | 24п      |
| Захисники    |                                 |                   |              |          |          |
|              | Білозор Сергій Володимирович    | 15 липня 1979     | Україна      | 13       | 0        |
|              | Клименко Олександр Віталійович  | 11 лютого 1982    | Україна      | 15       | 1        |
|              | Омельянчук Сергій Петрович      | 8 серпня 1980     | Білорусь     | 15       | 0        |
|              | Омоко Оровіанор Гаррісон        | 12 грудня 1981    | Нігерія      | 1        | 0        |
|              | Орєхов Олександр Олександрович  | 29 листопада 1983 | Росія        | 8        | 0        |
|              | Островський Андрій Миколайович  | 13 вересня 1973   | Білорусь     | 26       | 0        |
|              | Першин Олександр Валентинович   | 23 червня 1977    | Україна      | 27       | 1        |
|              | Піріч Івіца                     | 24 січня 1977     | Хорватія     | 8        | 0        |
|              | Стоян Максим Анатолійович       | 19 серпня 1980    | Україна      | 1        | 0        |
|              | Чернов Андрій Анатолійович      | 19 жовтня 1979    | Україна      | 24       | 4        |
| Півзахисники |                                 |                   |              |          |          |
|              | Богатирьов Сергій Борисович     | 3 квітня 1976     | Україна      | 4        | 0        |
|              | Бондаренко Володимир Петрович   | 6 липня 1981      | Україна      | 9        | 1        |
|              | Ганчаржик Северин Даніель       | 22 листопада 1981 | Польща       | 1        | 0        |
|              | Наконечний Микола Леонідович    | 10 вересня 1981   | Україна      | 12       | 1        |
|              | Ібанда Патрік Гійом             | 5 вересня 1978    | Камерун      | 12       | 0        |
|              | Іванов Олексій Володимирович    | 9 січня 1978      | Україна      | 28       | 1        |
|              | Карабкін Ярослав Станіславович  | 29 березня 1982   | Україна      | 8        | 0        |
|              | Кардаш Василь Ярославович       | 14 січня 1973     | Україна      | 6        | 0        |
|              | Коновалов Сергій Борисович      | 1 березня 1972    | Україна      | 20       | 8        |
|              | Костюк Ігор Володимирович       | 14 вересня 1975   | Україна      | 2        | 0        |
|              | Овеков Гуванчмухамед            | 2 лютого 1981     | Туркменістан | 3        | 0        |
|              | Полтавець Валентин Миколайович  | 18 квітня 1975    | Україна      | 24       | 5        |
|              | Рябих Андрій Митрофанович       | 16 травня 1982    | Росія        | 8        | 0        |
|              | Саркісян Альберт Ельвадікович   | 15 травня 1975    | Вірменія     | 11       | 1        |
|              | Яшкін Артем Олександрович       | 29 квітня 1975    | Україна      | 1        | 0        |
| Нападники    |                                 |                   |              |          |          |
|              | Апхазава Шалва                  | 14 серпня 1980    | Грузія       | 26       | 14       |
|              | Гусєв Олег Анатолійович         | 25 квітня 1983    | Україна      | 23       | 1        |
|              | Деревльов Костянтин Миколайович | 11 липня 1983     | Україна      | 3        | 0        |
|              | Ковальчик Мацей                 | 6 березня 1977    | Польща       | 20       | 4        |
|              | Окодува Еммануель Осеї          | 21 листопада 1983 | Нігерія      | 26       | 7        |

## «Волинь» (Луцьк)
Головні тренери: Віталій Кварцяний (28 матчів), Степан Павлов (2 матчі)
| №            | Футболіст                          | Дата народження   | Країна      | Ігри     | Голи     |
| Воротарі     | Воротарі                           | Воротарі          | Воротарі    | Воротарі | Воротарі |
| ------------ | ---------------------------------- | ----------------- | ----------- | -------- | -------- |
|              | Гасанзаде Джахангір Алі оглу       | 4 серпня 1979     | Азербайджан | 1        | 0п       |
|              | Гуменюк Олександр Анатолійович     | 6 жовтня 1976     | Україна     | 13       | 17п      |
|              | Неділько Віталій Михайлович        | 21 серпня 1982    | Україна     | 1        | 2п       |
|              | Нестеренко Роман Григорович        | 22 березня 1977   | Україна     | 6        | 10п      |
|              | Нікітенко Юрій Миколайович         | 28 березня 1974   | Україна     | 11       | 15п      |
| Захисники    |                                    |                   |             |          |          |
|              | Бойцан Олександр Володимирович     | 20 жовтня 1973    | Україна     | 1        | 0        |
|              | Гальчук Любомир Богданович         | 18 вересня 1981   | Україна     | 4        | 0        |
|              | Зуб Роман Іванович                 | 16 лютого 1967    | Україна     | 2        | 0        |
|              | Кондаков Юрій Миколайович          | 5 лютого 1975     | Україна     | 3        | 0        |
|              | Конюшенко Андрій Вікторович        | 2 квітня 1977     | Україна     | 11       | 0        |
|              | Комзюк Ярослав Васильович          | 21 грудня 1970    | Україна     | 18       | 0        |
|              | Поляков Борис Маркович             | 8 грудня 1976     | Україна     | 21       | 0        |
|              | Розгон Віталій Вікторович          | 23 березня 1980   | Україна     | 29       | 0        |
|              | Топчієв Дмитро Миколайович         | 25 вересня 1966   | Україна     | 1        | 0        |
|              | Федюков Олег Іванович              | 13 грудня 1963    | Україна     | 19       | 0        |
|              | Чижевський Олександр Арсенійович   | 27 травня 1971    | Україна     | 1        | 0        |
|              | Ядуллаєв Ільхам Хамза оглу         | 17 вересня 1975   | Азербайджан | 1        | 0        |
| Півзахисники |                                    |                   |             |          |          |
|              | Гащин Володимир Володимирович      | 2 січня 1972      | Україна     | 26       | 4        |
|              | Гончаренко Сергій Григорович       | 24 квітня 1974    | Україна     | 25       | 2        |
|              | Гулієв Камаль Агасеїд огли         | 14 листопада 1976 | Азербайджан | 23       | 1        |
|              | Дудник Юрій Володимирович          | 26 вересня 1968   | Україна     | 25       | 1        |
|              | Дьяченко Станіслав Володимирович   | 27 вересня 1984   | Україна     | 1        | 0        |
|              | Жерш Роман Валерійович             | 2 грудня 1985     | Україна     | 6        | 0        |
|              | Кривенцов Валерій Сергійович       | 31 липня 1973     | Україна     | 14       | 2        |
|              | Кривий Сергій Петрович             | 3 жовтня 1977     | Україна     | 16       | 1        |
|              | Луценко Володимир Володимирович    | 17 лютого 1972    | Україна     | 8        | 0        |
|              | Мозес Есінгіла Молонго             | 14 червня 1979    | Камерун     | 1        | 0        |
|              | Панас Вадим Володимирович          | 23 травня 1985    | Україна     | 4        | 0        |
|              | Соколенко Андрій Євгенович         | 8 червня 1978     | Україна     | 20       | 0        |
|              | Столярчук Олександр Михайлович     | 15 червня 1979    | Україна     | 3        | 1        |
|              | Толочко Роман Любомирович          | 11 грудня 1968    | Україна     | 12       | 1        |
| Нападники    |                                    |                   |             |          |          |
|              | Алієв Самір Якуб огли              | 14 квітня 1979    | Азербайджан | 21       | 9        |
|              | Гребеножко Олександр Олександрович | 4 листопада 1976  | Україна     | 13       | 4        |
|              | Пісний Андрій Миколайович          | 20 вересня 1980   | Україна     | 1        | 0        |
|              | Сачко Василь Вікторович            | 3 травня 1975     | Україна     | 29       | 8        |
|              | Сіанкам Емако Ернест               | 21 лютого 1981    | Камерун     | 18       | 3        |

## «Ворскла» (Полтава)
Головний тренер: Андрій Баль
| №            | Футболіст                           | Дата народження   | Країна       | Ігри     | Голи     |
| Воротарі     | Воротарі                            | Воротарі          | Воротарі     | Воротарі | Воротарі |
| ------------ | ----------------------------------- | ----------------- | ------------ | -------- | -------- |
|              | Долганський Сергій Миколайович      | 15 вересня 1974   | Україна      | 3        | 2п       |
|              | Кураєв Андрій Вадимович             | 19 грудня 1972    | Україна      | 8        | 15п      |
|              | Пятов Андрій Валерійович            | 28 червня 1984    | Україна      | 1        | 1п       |
|              | Постранський Віталій Михайлович     | 2 серпня 1977     | Україна      | 18       | 23п      |
| Захисники    |                                     |                   |              |          |          |
|              | Андрошіч Вальтер                    | 11 листопада 1977 | Хорватія     | 11       | 0        |
|              | Баланчук Сергій Олександрович       | 31 березня 1975   | Україна      | 13       | 0        |
|              | Доценко Віктор Петрович             | 10 грудня 1975    | Україна      | 10       | 0        |
|              | Ковальов Альберт Сергійович         | 4 березня 1971    | Україна      | 10       | 0        |
|              | Кондратюк Петро Петрович            | 21 квітня 1979    | Україна      | 12       | 0        |
|              | Лемішко Костянтин Львович           | 8 травня 1974     | Україна      | 3        | 0        |
|              | Медведєв Геннадій Миколайович       | 7 лютого 1975     | Україна      | 15       | 0        |
|              | Мороз Юрій Леонтійович              | 8 серпня 1970     | Україна      | 2        | 0        |
|              | Омоко Оровіанор Гаррісон            | 12 грудня 1981    | Нігерія      | 13       | 3        |
|              | Пятенко Володимир Миколайович       | 9 вересня 1974    | Україна      | 2        | 0        |
|              | Черняк Сергій Володимирович         | 25 жовтня 1978    | Україна      | 15       | 0        |
| Півзахисники |                                     |                   |              |          |          |
|              | Байрамов Назар Караджаєвіч          | 4 вересня 1982    | Туркменістан | 11       | 0        |
|              | Берлізєв Максим Анатолійович        | 18 грудня 1981    | Україна      | 5        | 0        |
|              | Брушко Томаш                        | 21 лютого 1983    | Словаччина   | 4        | 0        |
|              | Гузенко Андрій Леонідович           | 19 лютого 1973    | Україна      | 7        | 0        |
|              | Дедіч Русмін                        | 11 вересня 1982   | Словенія     | 11       | 0        |
|              | Дяченко Сергій Анатолійович         | 22 листопада 1984 | Україна      | 1        | 0        |
|              | Керімов Расім Рафікович             | 13 січня 1979     | Туркменістан | 14       | 2        |
|              | Кобзар Віталій Юрійович             | 9 травня 1972     | Україна      | 12       | 0        |
|              | Ковалевський Антон Анатолійович     | 2 серпня 1984     | Україна      | 1        | 0        |
|              | Маковей Ігор Юрійович               | 4 вересня 1976    | Україна      | 26       | 3        |
|              | Меркадо Назарен Пітер Тейлор        | 1 грудня 1981     | Еквадор      | 12       | 0        |
|              | Онопко Сергій Савелійович           | 26 жовтня 1973    | Україна      | 21       | 0        |
|              | Омельчук Олександр Макарович        | 22 вересня 1970   | Україна      | 9        | 0        |
|              | Павловіч Зоран                      | 27 червня 1976    | Словенія     | 12       | 4        |
|              | Радевич Сергій Анатолійович         | 4 січня 1984      | Україна      | 9        | 0        |
|              | Соколовський Денис Михайлович       | 26 березня 1979   | Україна      | 12       | 1        |
| Нападники    |                                     |                   |              |          |          |
|              | Бессараб Олександр Миколайович      | 13 вересня 1978   | Україна      | 18       | 2        |
|              | Воскобойник Олександр Володимирович | 26 січня 1976     | Україна      | 6        | 0        |
|              | Нвогу Чуквуді                       | 12 грудня 1981    | Нігерія      | 6        | 0        |
|              | Мозес Есінгіла Молонго              | 14 червня 1979    | Камерун      | 13       | 3        |
|              | Пшеничних Сергій Миколайович        | 19 листопада 1981 | Україна      | 24       | 0        |
|              | Суліменко Юрій Миколайович          | 24 березня 1978   | Україна      | 9        | 0        |
|              | Ференц Володимир Ігорович           | 12 липня 1984     | Україна      | 2        | 0        |
|              | Шевцов Сергій Анатолійович          | 31 грудня 1975    | Україна      | 29       | 8        |

## «Динамо» (Київ)
Головний тренер: Олексій Михайличенко
| №            | Футболіст                           | Дата народження   | Країна               | Ігри     | Голи     |
| Воротарі     | Воротарі                            | Воротарі          | Воротарі             | Воротарі | Воротарі |
| ------------ | ----------------------------------- | ----------------- | -------------------- | -------- | -------- |
|              | Рева Віталій Григорович             | 19 листопада 1974 | Україна              | 15       | 7п       |
|              | Шовковський Олександр Володимирович | 2 січня 1975      | Україна              | 15       | 13п      |
| Захисники    |                                     |                   |                      |          |          |
|              | Боднар Ласло                        | 25 лютого 1979    | Угорщина             | 14       | 0        |
|              | Ващук Владислав Вікторович          | 2 січня 1975      | Україна              | 5        | 0        |
|              | Гавранчіч Горан                     | 2 серпня 1978     | Сербія та Чорногорія | 23       | 4        |
|              | Головко Олександр Борисович         | 6 січня 1972      | Україна              | 8        | 0        |
|              | Несмачний Андрій Миколайович        | 28 лютого 1979    | Україна              | 29       | 0        |
|              | Радченко Олександр Борисович        | 19 липня 1976     | Україна              | 1        | 0        |
|              | Сабліч Горан                        | 4 серпня 1979     | Хорватія             | 14       | 0        |
|              | Федоров Сергій Владиславович        | 18 лютого 1975    | Україна              | 17       | 4        |
|              | Яценко Олександр Іванович           | 24 лютого 1985    | Україна              | 1        | 0        |
| Півзахисники |                                     |                   |                      |          |          |
|              | Алієв Олександр Олександрович       | 3 лютого 1985     | Україна              | 2        | 0        |
|              | Белькевич Валентин Миколайович      | 27 січня 1973     | Білорусь             | 23       | 3        |
|              | Гіоане Тіберіу                      | 18 червня 1981    | Румунія              | 25       | 2        |
|              | Гусін Андрій Леонідович             | 11 грудня 1972    | Україна              | 28       | 1        |
|              | Діого Рінкон                        | 18 квітня 1980    | Бразилія             | 23       | 10       |
|              | Дмитрулін Юрій Михайлович           | 10 лютого 1975    | Україна              | 19       | 1        |
|              | Ель Каддурі Бадр                    | 31 січня 1981     | Марокко              | 4        | 0        |
|              | Леко Єрко                           | 9 квітня 1980     | Хорватія             | 18       | 3        |
|              | Лисицький Віталій Сергійович        | 16 квітня 1982    | Україна              | 1        | 0        |
|              | Пеєв Георгі Іванов                  | 11 березня 1979   | Болгарія             | 22       | 0        |
|              | Скоба Ігор Олегович                 | 21 травня 1982    | Україна              | 2        | 0        |
|              | Хацкевич Олександр Миколайович      | 19 жовтня 1973    | Білорусь             | 18       | 4        |
|              | Чернат Флорін Лучіан                | 10 травня 1980    | Румунія              | 24       | 6        |
| Нападники    |                                     |                   |                      |          |          |
|              | Ідахор Ісі Лаки                     | 30 серпня 1980    | Нігерія              | 8        | 0        |
|              | Машаду Леандро                      | 22 березня 1976   | Бразилія             | 5        | 2        |
|              | Мелащенко Олександр Петрович        | 13 грудня 1978    | Україна              | 13       | 2        |
|              | Мілевський Артем Володимирович      | 12 січня 1985     | Україна              | 6        | 1        |
|              | Шацьких Максим Олександрович        | 30 серпня 1978    | Узбекистан           | 29       | 22       |

## «Дніпро» (Дніпропетровськ)
Головний тренер: Євген Кучеревський
| №            | Футболіст                           | Дата народження   | Країна   | Ігри     | Голи     |
| Воротарі     | Воротарі                            | Воротарі          | Воротарі | Воротарі | Воротарі |
| ------------ | ----------------------------------- | ----------------- | -------- | -------- | -------- |
|              | Куслій Артем Володимирович          | 7 липня 1981      | Україна  | 9        | 14п      |
|              | Медін Микола Олександрович          | 4 травня 1972     | Україна  | 21       | 13п      |
| Захисники    |                                     |                   |          |          |          |
|              | Грицай Олександр Анатолійович       | 30 вересня 1977   | Україна  | 18       | 0        |
|              | Єзерський Володимир Іванович        | 15 листопада 1976 | Україна  | 28       | 4        |
|              | Задорожний Сергій Михайлович        | 20 лютого 1976    | Україна  | 13       | 1        |
|              | Зубченко Андрій Володимирович       | 15 березня 1977   | Україна  | 10       | 0        |
|              | Матюхін Сергій Володимирович        | 21 березня 1980   | Україна  | 25       | 1        |
|              | Мороз Геннадій Григорович           | 27 березня 1975   | Україна  | 22       | 0        |
|              | Поклонський Олександр Володимирович | 22 січня 1975     | Україна  | 19       | 0        |
|              | Радченко Олександр Борисович        | 19 липня 1976     | Україна  | 15       | 0        |
|              | Русол Андрій Анатолійович           | 16 січня 1983     | Україна  | 1        | 0        |
| Півзахисники |                                     |                   |          |          |          |
|              | Валяєв Сергій Валентинович          | 16 вересня 1978   | Україна  | 12       | 1        |
|              | Назаренко Сергій Юрійович           | 16 лютого 1980    | Україна  | 22       | 5        |
|              | Максимюк Роман Васильович           | 14 червня 1974    | Україна  | 26       | 1        |
|              | Михайленко Дмитро Станіславович     | 13 липня 1973     | Україна  | 28       | 4        |
|              | Полунін Андрій Вікторович           | 5 березня 1971    | Україна  | 6        | 0        |
|              | Ротань Руслан Петрович              | 29 жовтня 1981    | Україна  | 29       | 5        |
|              | Спєвак Андрій Олександрович         | 4 січня 1976      | Україна  | 15       | 0        |
|              | Шелаєв Олег Миколайович             | 5 листопада 1976  | Україна  | 21       | 2        |
| Нападники    |                                     |                   |          |          |          |
|              | Венглінський Олег Миколайович       | 21 березня 1978   | Україна  | 23       | 19       |
|              | Костишин Руслан Володимирович       | 8 січня 1977      | Україна  | 29       | 4        |
|              | Кріпак Яків Вікторович              | 13 червня 1978    | Україна  | 7        | 0        |
|              | Мінтенко Віталій Георгійович        | 29 жовтня 1972    | Україна  | 1        | 0        |
|              | Поповічі Александру                 | 9 квітня 1977     | Молдова  | 10       | 1        |

## «Іллічівець» (Маріуполь)
Головний тренер: Микола Павлов
| №            | Футболіст                         | Дата народження   | Країна   | Ігри     | Голи     |
| Воротарі     | Воротарі                          | Воротарі          | Воротарі | Воротарі | Воротарі |
| ------------ | --------------------------------- | ----------------- | -------- | -------- | -------- |
|              | Тарахтій Андрій Володимирович     | 11 липня 1969     | Україна  | 2        | 2п       |
|              | Шуховцев Ігор Вікторович          | 13 липня 1971     | Україна  | 28       | 33п      |
|              | Яковець Сергій Володимирович      | 16 травня 1982    | Україна  | 1        | 3п       |
| Захисники    |                                   |                   |          |          |          |
|              | Анікеєв Володимир Юрійович        | 16 січня 1976     | Україна  | 28       | 5        |
|              | Бойко Андрій Борисович            | 27 квітня 1981    | Україна  | 13       | 1        |
|              | Дірявка Сергій Георгійович        | 18 квітня 1971    | Україна  | 24       | 0        |
|              | Краснопьоров Олег Володимирович   | 25 липня 1980     | Україна  | 20       | 1        |
|              | Мальцев Олександр Володимирович   | 30 жовтня 1975    | Україна  | 12       | 1        |
|              | Міклашевич Руслан Сергійович      | 21 жовтня 1979    | Україна  | 9        | 0        |
|              | Поліщук Володимир Васильович      | 29 жовтня 1974    | Україна  | 29       | 3        |
|              | Русановський Роман Євгенович      | 8 жовтня 1972     | Україна  | 24       | 1        |
| Півзахисники |                                   |                   |          |          |          |
|              | Булгаков Олексій Володимирович    | 8 вересня 1977    | Україна  | 1        | 0        |
|              | Грибанов Сергій Олегович          | 17 листопада 1981 | Україна  | 26       | 2        |
|              | Гунчак Руслан Іванович            | 9 серпня 1979     | Україна  | 25       | 1        |
|              | Єсін Дмитро Олександрович         | 15 квітня 1980    | Україна  | 26       | 1        |
|              | Кілікевич Володимир Володимирович | 30 листопада 1983 | Україна  | 5        | 0        |
|              | Ковтунов Євген Геннадійович       | 15 грудня 1980    | Україна  | 1        | 0        |
|              | Колесник Сергій Олександрович     | 1 січня 1979      | Україна  | 3        | 0        |
|              | Рикун Олександр Валерійович       | 6 травня 1978     | Україна  | 29       | 6        |
|              | Сахаров Костянтин Анатолійович    | 9 вересня 1971    | Україна  | 24       | 1        |
|              | Таран Євген Миколайович           | 11 квітня 1980    | Україна  | 5        | 0        |
| Нападники    |                                   |                   |          |          |          |
|              | Бабич Костянтин Миколайович       | 6 травня 1975     | Україна  | 26       | 4        |
|              | Головко Андрій Валентинович       | 5 серпня 1977     | Україна  | 9        | 3        |
|              | Молокуцько Степан Костянтинович   | 18 серпня 1979    | Україна  | 11       | 4        |
|              | Онисько Павло Степанович          | 12 липня 1979     | Україна  | 10       | 0        |

## «Карпати» (Львів)
Головні тренери: Лев Броварський (9 матчів), Валентин Ходукін (6 матчів), Іван Голац (15 матчів)
| №            | Футболіст                        | Дата народження   | Країна               | Ігри     | Голи     |
| Воротарі     | Воротарі                         | Воротарі          | Воротарі             | Воротарі | Воротарі |
| ------------ | -------------------------------- | ----------------- | -------------------- | -------- | -------- |
|              | Налепа Мацей Павел               | 31 березня 1978   | Польща               | 24       | 27п      |
|              | Тлумак Андрій Богданович         | 7 березня 1979    | Україна              | 8        | 10п      |
| Захисники    |                                  |                   |                      |          |          |
|              | Беньо Юрій Володимирович         | 25 квітня 1974    | Україна              | 29       | 0        |
|              | Веприк Олег Олексійович          | 2 квітня 1983     | Україна              | 5        | 0        |
|              | Іщенко Микола Анатолійович       | 9 березня 1983    | Україна              | 3        | 0        |
|              | Мікуліч Єрко                     | 26 серпня 1976    | Хорватія             | 14       | 1        |
|              | Сапуга Андрій Михайлович         | 4 жовтня 1976     | Україна              | 20       | 0        |
|              | Сучков Аляксєй Вячаслававіч      | 10 червня 1981    | Білорусь             | 15       | 1        |
|              | Тимчишин Олег Миронович          | 8 липня 1977      | Україна              | 15       | 0        |
|              | Чижевський Олександр Арсенійович | 27 травня 1971    | Україна              | 14       | 0        |
| Півзахисники |                                  |                   |                      |          |          |
|              | Вовчук Любомир Євгенович         | 26 серпня 1969    | Україна              | 12       | 0        |
|              | Годвін Самсон                    | 11 листопада 1983 | Нігерія              | 16       | 0        |
|              | Даниловський Сергій Юрійович     | 20 серпня 1981    | Україна              | 8        | 0        |
|              | Іванський Любомир Михайлович     | 11 січня 1983     | Україна              | 7        | 0        |
|              | Йовічевіч Ігор                   | 30 листопада 1973 | Хорватія             | 11       | 2        |
|              | Ковальчук Сергій Сергійович      | 20 січня 1982     | Молдова              | 29       | 3        |
|              | Кунич Един                       | 17 липня 1973     | Боснія і Герцеговина | 1        | 0        |
|              | Лучкевич Ігор Валерійович        | 19 листопада 1973 | Україна              | 13       | 1        |
|              | Мізін Сергій Григорович          | 25 вересня 1972   | Україна              | 22       | 5        |
|              | Платон Руслан Сергійович         | 12 січня 1982     | Україна              | 2        | 0        |
|              | Сіміч Душан                      | 22 липня 1980     | Югославія            | 8        | 1        |
|              | Тиркало Віталій Євгенійович      | 6 травня 1983     | Україна              | 1        | 0        |
|              | Хома Ярослав Богданович          | 17 лютого 1974    | Україна              | 30       | 0        |
|              | Хроль Геннадій Юрійович          | 8 серпня 1979     | Україна              | 16       | 1        |
|              | Янічевіч Івіца                   | 21 жовтня 1975    | Сербія та Чорногорія | 6        | 0        |
| Нападники    |                                  |                   |                      |          |          |
|              | Аньямке Едвард                   | 10 жовтня 1978    | Нігерія              | 23       | 1        |
|              | Гарас Олег Зіновійович           | 5 грудня 1976     | Україна              | 5        | 0        |
|              | Кабанов Тарас Володимирович      | 23 січня 1981     | Україна              | 25       | 8        |
|              | Тігань Сенад                     | 28 серпня 1975    | Словенія             | 10       | 0        |
|              | Швед Василь Васильович           | 11 грудня 1971    | Україна              | 17       | 5        |

## «Кривбас» (Кривий Ріг)
Головні тренери: Ігор Надєїн (6 матчів), Олександр Іщенко (24 матчі)
| №            | Футболіст                          | Дата народження   | Країна               | Ігри     | Голи     |
| Воротарі     | Воротарі                           | Воротарі          | Воротарі             | Воротарі | Воротарі |
| ------------ | ---------------------------------- | ----------------- | -------------------- | -------- | -------- |
|              | Беляков Олег Геннадійович          | 1 лютого 1972     | Узбекистан           | 13       | 17п      |
|              | Остапенко Олег Володимирович       | 27 жовтня 1977    | Україна              | 17       | 20п      |
| Захисники    |                                    |                   |                      |          |          |
|              | Бєліков Віталій Петрович           | 9 березня 1979    | Україна              | 10       | 0        |
|              | Бугай Сергій Іванович              | 29 вересня 1972   | Україна              | 8        | 0        |
|              | Грановський Олександр Анатолійович | 11 березня 1976   | Україна              | 22       | 0        |
|              | Ковальов Альберт Сергійович        | 4 березня 1971    | Україна              | 2        | 0        |
|              | Купцов Олексій Сергійович          | 2 вересня 1977    | Україна              | 20       | 0        |
|              | Мікадзе Лавренті                   | 20 листопада 1978 | Грузія               | 12       | 0        |
|              | Оксимець Андрій Григорович         | 27 вересня 1974   | Україна              | 13       | 0        |
|              | Попхадзе Зураб                     | 2 червня 1972     | Грузія               | 21       | 0        |
|              | Русол Андрій Анатолійович          | 16 січня 1983     | Україна              | 9        | 0        |
|              | Санжар Роман Миколайович           | 28 травня 1979    | Україна              | 27       | 1        |
|              | Скоропад Павло Васильович          | 21 липня 1979     | Україна              | 29       | 1        |
|              | Чалий Володимир Володимирович      | 26 січня 1976     | Україна              | 11       | 0        |
|              | Чосіч Горан                        | 21 травня 1976    | Сербія та Чорногорія | 2        | 0        |
| Півзахисники |                                    |                   |                      |          |          |
|              | Андрієнко Денис Андрійович         | 12 квітня 1980    | Україна              | 15       | 1        |
|              | Аніщенко Андрій Анатолійович       | 16 квітня 1975    | Україна              | 20       | 0        |
|              | Ашковіч Бранко                     | 14 вересня 1978   | Сербія та Чорногорія | 1        | 0        |
|              | Гончаренко Євген Геннадійович      | 25 жовтня 1984    | Україна              | 2        | 0        |
|              | Ковалюк Володимир Васильович       | 3 березня 1972    | Україна              | 12       | 0        |
|              | Маткевич Анатолій Анатолійович     | 17 червня 1977    | Україна              | 2        | 0        |
|              | Омельчук Олександр Макарович       | 22 вересня 1970   | Україна              | 7        | 0        |
|              | Платонов Валентин Вікторович       | 15 січня 1977     | Україна              | 24       | 1        |
|              | Шевелюхін Олександр Анатолійович   | 27 серпня 1982    | Україна              | 6        | 0        |
| Нападники    |                                    |                   |                      |          |          |
|              | Борисенко Сергій Миколайович       | 17 квітня 1974    | Україна              | 14       | 1        |
|              | Гоцірідзе Реваз                    | 17 січня 1981     | Грузія               | 4        | 0        |
|              | Гребінюк Олександр Вікторович      | 23 червня 1981    | Україна              | 6        | 0        |
|              | Кудінов Юрій Олексійович           | 10 травня 1975    | Україна              | 27       | 3        |
|              | Мусолітін Володимир Миколайович    | 11 березня 1973   | Україна              | 16       | 7        |
|              | Веслі Рібейру де Матос             | 3 серпня 1981     | Бразилія             | 7        | 2        |
|              | Римшин Євген Леонідович            | 16 червня 1976    | Україна              | 24       | 7        |
|              | Слабишев Юрій Олександрович        | 6 жовтня 1979     | Україна              | 5        | 1        |
|              | Телятников Олексій Леонідович      | 21 жовтня 1980    | Україна              | 6        | 0        |

## «Металіст» (Харків)
Головні тренери: Валентин Крячко (10 матчів), Михайло Фоменко (20 матчів)
| №            | Футболіст                         | Дата народження   | Країна     | Ігри     | Голи     |
| Воротарі     | Воротарі                          | Воротарі          | Воротарі   | Воротарі | Воротарі |
| ------------ | --------------------------------- | ----------------- | ---------- | -------- | -------- |
|              | Горяінов Олександр Сергійович     | 29 червня 1975    | Україна    | 28       | 37п      |
|              | Хомутовський Василь Йосипович     | 30 серпня 1978    | Білорусь   | 2        | 6п       |
| Захисники    |                                   |                   |            |          |          |
|              | Алундеріс Відас                   | 27 березня 1979   | Литва      | 15       | 0        |
|              | Ахрамеєв Артем Євгенійович        | 5 квітня 1982     | Україна    | 1        | 0        |
|              | Баланчук Сергій Олександрович     | 31 березня 1975   | Україна    | 7        | 0        |
|              | Березовчук Андрій Володимирович   | 16 квітня 1981    | Україна    | 22       | 0        |
|              | Кравченко Володимир Олександрович | 24 лютого 1981    | Україна    | 20       | 0        |
|              | Кучер Олег Миколайович            | 17 листопада 1971 | Україна    | 12       | 1        |
|              | Мацігура Володимир Васильович     | 14 травня 1975    | Україна    | 7        | 0        |
|              | Пець Роман Васильович             | 21 червня 1969    | Україна    | 16       | 0        |
|              | Чередніченко Ігор Вікторович      | 9 травня 1984     | Україна    | 1        | 0        |
| Півзахисники |                                   |                   |            |          |          |
|              | Бермудес Дмитро Валерійович       | 11 серпня 1980    | Україна    | 19       | 3        |
|              | Богатир Іван Олександрович        | 24 квітня 1975    | Україна    | 13       | 0        |
|              | Васильєв Сергій Анатолійович      | 3 листопада 1982  | Росія      | 12       | 0        |
|              | Гольдін Вадим Якович              | 18 листопада 1972 | Україна    | 18       | 0        |
|              | Назаров Євгеній Миколайович       | 23 січня 1972     | Україна    | 16       | 2        |
|              | Кісельов Віталій Миколайович      | 20 лютого 1983    | Україна    | 12       | 0        |
|              | Костюков Сергій Миколайович       | 11 вересня 1975   | Україна    | 9        | 1        |
|              | Осадчий Сергій Миколайович        | 30 жовтня 1970    | Україна    | 28       | 0        |
|              | Погорелов Іван Анатолійович       | 12 березня 1982   | Україна    | 15       | 1        |
|              | Ростовський Сергій Анатолійович   | 18 серпня 1982    | Україна    | 4        | 0        |
|              | Рудняк Дмитро Геннадійович        | 29 червня 1970    | Україна    | 4        | 0        |
|              | Санін Анатолій Анатолійович       | 12 серпня 1980    | Україна    | 12       | 0        |
|              | Сухомлинов Владислав Валерійович  | 2 січня 1978      | Україна    | 20       | 0        |
|              | Швидаков Микола Олександрович     | 6 липня 1980      | Білорусь   | 5        | 0        |
|              | Шопін Ігор Вікторович             | 15 червня 1978    | Україна    | 24       | 1        |
| Нападники    |                                   |                   |            |          |          |
|              | Адам Маріан                       | 20 вересня 1982   | Словаччина | 8        | 0        |
|              | Амугу Ален Сільвен                | 6 вересня 1973    | Камерун    | 4        | 0        |
|              | Головко Андрій Валентинович       | 5 серпня 1977     | Україна    | 10       | 1        |
|              | Малімон Іван Іванович             | 24 липня 1978     | Україна    | 1        | 0        |
|              | Паляниця Олександр Віталійович    | 29 лютого 1972    | Україна    | 22       | 3        |
|              | Пушкуца Віталій Георгійович       | 13 липня 1974     | Україна    | 15       | 6        |
|              | Чуйченко Сергій Олександрович     | 25 жовтня 1968    | Україна    | 13       | 0        |

## «Металург» (Донецьк)
Головні тренери: Семен Альтман (15 матчів), Олександр Севідов (15 матчів)
| №            | Футболіст                         | Дата народження  | Країна               | Ігри     | Голи     |
| Воротарі     | Воротарі                          | Воротарі         | Воротарі             | Воротарі | Воротарі |
| ------------ | --------------------------------- | ---------------- | -------------------- | -------- | -------- |
|              | Вірт Юрій Миколайович             | 4 травня 1974    | Україна              | 13       | 8п       |
|              | Нікітін Андрій Дмитрович          | 8 січня 1972     | Україна              | 18       | 18п      |
| Захисники    |                                   |                  |                      |          |          |
|              | Алегбе Тоні                       | 10 жовтня 1981   | Нігерія              | 18       | 0        |
|              | Гюзелов Ігор                      | 2 квітня 1976    | Північна Македонія   | 18       | 1        |
|              | Грнчаров Бобан                    | 12 серпня 1982   | Північна Македонія   | 11       | 1        |
|              | Котов Євген Валентинович          | 10 серпня 1978   | Україна              | 9        | 0        |
|              | Кучер Олександр Миколайович       | 22 жовтня 1982   | Україна              | 1        | 0        |
|              | Чечер Вячеслав Леонідович         | 15 грудня 1980   | Україна              | 24       | 1        |
|              | Яксманицький Володимир Іванович   | 4 лютого 1977    | Україна              | 22       | 1        |
| Півзахисники |                                   |                  |                      |          |          |
|              | Юліан Архіре                      | 17 березня 1976  | Румунія              | 6        | 0        |
|              | Джамараулі Гоча                   | 23 червня 1971   | Грузія               | 22       | 4        |
|              | Закарлюка Сергій Володимирович    | 17 серпня 1976   | Україна              | 29       | 9        |
|              | Згура Сергій Олександрович        | 3 листопада 1977 | Україна              | 8        | 0        |
|              | Зотов Олександр Сергійович        | 23 лютого 1975   | Україна              | 25       | 5        |
|              | Коваленко Олександр Олександрович | 24 березня 1976  | Україна              | 3        | 0        |
|              | Матвєєв Олег Юрійович             | 18 серпня 1970   | Україна              | 4        | 0        |
|              | Мелікян Єгіше Мєлікович           | 13 серпня 1979   | Вірменія             | 5        | 0        |
|              | Олексієнко Олександр Миколайович  | 13 травня 1979   | Україна              | 8        | 0        |
|              | Пономаренко Володимир Миколайович | 29 жовтня 1972   | Україна              | 25       | 2        |
|              | Селезньов Юрій Олександрович      | 18 грудня 1975   | Україна              | 8        | 0        |
|              | Ткаченко Сергій Вікторович        | 10 лютого 1979   | Україна              | 28       | 3        |
|              | Цихмейструк Едуард Миколайович    | 24 червня 1973   | Україна              | 12       | 0        |
|              | Чутанг Бернар Самуель             | 2 вересня 1976   | Камерун              | 17       | 3        |
|              | Шищенко Сергій Юрійович           | 13 січня 1976    | Україна              | 13       | 0        |
| Нападники    |                                   |                  |                      |          |          |
|              | Ателькін Сергій Валерійович       | 8 січня 1972     | Україна              | 13       | 1        |
|              | Деметрадзе Георге                 | 26 вересня 1976  | Грузія               | 15       | 8        |
|              | Дранов Сергій Геннадійович        | 1 вересня 1977   | Україна              | 14       | 1        |
|              | Кривошеєнко Іван Васильович       | 11 травня 1984   | Україна              | 4        | 0        |
|              | Пилипчук Роман Михайлович         | 27 квітня 1967   | Україна              | 7        | 1        |
|              | Столиця Ілія                      | 7 липня 1979     | Сербія та Чорногорія | 10       | 3        |

## «Металург» (Запоріжжя)
Головні тренери: Олег Таран (8 матчів), Олег Лутков (5 матчів), Ігор Надєїн (2 матчі), Іван Каталинич (15 матчів)
| №            | Футболіст                      | Дата народження   | Країна               | Ігри     | Голи     |
| Воротарі     | Воротарі                       | Воротарі          | Воротарі             | Воротарі | Воротарі |
| ------------ | ------------------------------ | ----------------- | -------------------- | -------- | -------- |
|              | Глущенко Андрій Олександрович  | 18 березня 1974   | Україна              | 30       | 41п      |
| Захисники    |                                |                   |                      |          |          |
|              | Бошняк Споменко                | 18 липня 1973     | Хорватія             | 13       | 3        |
|              | Бугай Сергій Іванович          | 29 вересня 1972   | Україна              | 3        | 0        |
|              | Вишевич Томислав               | 9 грудня 1980     | Боснія і Герцеговина | 20       | 1        |
|              | Додіч Маріо                    | 7 січня 1981      | Хорватія             | 18       | 1        |
|              | Іванов Валентін Ілієв          | 11 липня 1980     | Болгарія             | 5        | 0        |
|              | Ключик Сергій Леонідович       | 27 серпня 1973    | Україна              | 22       | 1        |
|              | Лапко Микола Романович         | 11 жовтня 1976    | Україна              | 21       | 0        |
|              | Біаншім Ансен Матеус           | 23 березня 1979   | Бразилія             | 2        | 0        |
|              | Мельник Віктор Володимирович   | 11 серпня 1980    | Україна              | 18       | 1        |
|              | Ратій Олег Борисович           | 5 липня 1970      | Україна              | 14       | 0        |
| Півзахисники |                                |                   |                      |          |          |
|              | Акопян Армен Антонович         | 15 січня 1980     | Україна              | 27       | 2        |
|              | Валуца Едуард                  | 9 квітня 1979     | Молдова              | 21       | 3        |
|              | Годін Олексій Вячеславович     | 2 лютого 1983     | Україна              | 11       | 0        |
|              | Демченко Андрій Анатолійович   | 20 серпня 1976    | Україна              | 14       | 3        |
|              | Єршов Сергій Валерійович       | 14 квітня 1978    | Росія                | 8        | 0        |
|              | Заяць Вадим Григорович         | 1 червня 1974     | Україна              | 22       | 0        |
|              | Іващенко Валерій Володимирович | 25 листопада 1980 | Україна              | 6        | 0        |
|              | Микуляк Олександр Васильович   | 29 грудня 1976    | Україна              | 2        | 0        |
|              | Урош Милосавлевич              | 13 липня 1982     | Сербія та Чорногорія | 21       | 0        |
|              | Решітка Марчел Петру           | 4 листопада 1975  | Молдова              | 16       | 1        |
|              | Савінов Олексій                | 19 квітня 1979    | Молдова              | 5        | 1        |
|              | Смірнов Денис Анатолійович     | 18 червня 1975    | Україна              | 15       | 0        |
|              | Васконцелос Фабіо Дуарте       | 14 лютого 1980    | Бразилія             | 23       | 0        |
| Нападники    |                                |                   |                      |          |          |
|              | Бастон Євген Даніель           | 7 червня 1973     | Румунія              | 3        | 0        |
|              | Брджанін Александар            | 18 січня 1981     | Боснія і Герцеговина | 16       | 0        |
|              | Феррейра Вашінгтон Тейкс       | 16 серпня 1977    | Бразилія             | 5        | 0        |
|              | Ільяшов Андрій Степанович      | 20 грудня 1982    | Україна              | 1        | 0        |
|              | Модебадзе Іраклі Іузайович     | 4 жовтня 1984     | Грузія               | 21       | 3        |
|              | Толєдо Родріго Апаресідо       | 8 квітня 1979     | Бразилія             | 11       | 1        |

## «Оболонь» (Київ)
Головний тренер: Петро Слободян
| №            | Футболіст                        | Дата народження  | Країна   | Ігри     | Голи     |
| Воротарі     | Воротарі                         | Воротарі         | Воротарі | Воротарі | Воротарі |
| ------------ | -------------------------------- | ---------------- | -------- | -------- | -------- |
|              | Борячинський Андрій Юрійович     | 6 січня 1973     | Україна  | 4        | 7п       |
|              | Марущак Мар'ян Осипович          | 10 травня 1979   | Україна  | 1        | 5п       |
|              | Романенко Всеволод Вадимович     | 24 березня 1977  | Україна  | 16       | 20п      |
|              | Сухина Євген Васильович          | 4 травня 1982    | Україна  | 4        | 3п       |
|              | Циткін Володимир Борисович       | 1 серпня 1966    | Україна  | 8        | 10п      |
| Захисники    |                                  |                  |          |          |          |
|              | Нівінський Вячеслав Миколайович  | 31 березня 1974  | Україна  | 28       | 0        |
|              | Конюшенко Сергій Вікторович      | 9 липня 1971     | Україна  | 30       | 0        |
|              | Кутас Павло Віталійович          | 3 вересня 1982   | Україна  | 28       | 1        |
|              | Олійник Роман Анатолійович       | 25 липня 1975    | Україна  | 22       | 0        |
|              | Сак Юрій Миколайович             | 3 січня 1967     | Україна  | 1        | 0        |
|              | Тимчишин Олег Миронович          | 8 липня 1977     | Україна  | 6        | 0        |
|              | Черніков Володимир Валерійович   | 15 січня 1982    | Україна  | 18       | 0        |
| Півзахисники |                                  |                  |          |          |          |
|              | Бурдін Олександр Васильович      | 26 серпня 1975   | Україна  | 3        | 0        |
|              | Дітковський Сергій Станіславович | 16 квітня 1979   | Україна  | 9        | 0        |
|              | Єрмоленко Руслан Миколайович     | 18 жовтня 1983   | Україна  | 8        | 0        |
|              | Каряка Дмитро Вікторович         | 20 липня 1977    | Україна  | 22       | 1        |
|              | Кобзар Віталій Юрійович          | 9 травня 1972    | Україна  | 10       | 2        |
|              | Ковалець Сергій Іванович         | 5 вересня 1968   | Україна  | 20       | 2        |
|              | Козеренко Роман Андрійович       | 15 жовтня 1984   | Україна  | 1        | 0        |
|              | Корнєв Андрій Володимирович      | 1 листопада 1978 | Україна  | 9        | 0        |
|              | Крохмаль Володимир Олександрович | 8 квітня 1982    | Україна  | 17       | 0        |
|              | Литовчак Роман Миколайович       | 22 лютого 1979   | Україна  | 5        | 0        |
|              | Мазуренко Олег Миколайович       | 8 листопада 1977 | Україна  | 28       | 3        |
|              | Мотуз Сергій Сергійович          | 6 липня 1982     | Україна  | 12       | 1        |
|              | Олешко Олексій Миколайович       | 18 червня 1978   | Україна  | 12       | 0        |
|              | Скоба Ігор Олегович              | 21 травня 1982   | Україна  | 11       | 1        |
|              | Собкович Олександр Дмитрович     | 11 лютого 1976   | Україна  | 1        | 0        |
|              | Целих Юрій Миколайович           | 18 квітня 1979   | Україна  | 4        | 0        |
| Нападники    |                                  |                  |          |          |          |
|              | Драголюк Андрій Вікторович       | 26 червня 1982   | Україна  | 8        | 1        |
|              | Коробкін Владислав Володимирович | 21 січня 1983    | Україна  | 1        | 0        |
|              | Онисько Павло Степанович         | 12 липня 1979    | Україна  | 1        | 0        |
|              | Продан Ігор Вячеславович         | 29 лютого 1976   | Україна  | 27       | 7        |
|              | Слободян Михайло Петрович        | 17 січня 1984    | Україна  | 2        | 0        |
|              | Терещенко Вячеслав Володимирович | 16 січня 1977    | Україна  | 30       | 12       |
|              | Ястребінський Євген Іванович     | 6 березня 1969   | Україна  | 4        | 0        |

## ФК «Олександрія»
Головний тренер: Роман Покора
| №            | Футболіст                         | Дата народження   | Країна   | Ігри     | Голи     |
| Воротарі     | Воротарі                          | Воротарі          | Воротарі | Воротарі | Воротарі |
| ------------ | --------------------------------- | ----------------- | -------- | -------- | -------- |
|              | Хрієнко Юрій Володимирович        | 8 листопада 1976  | Україна  | 14       | 20п      |
|              | Чопик Тарас Володимирович         | 2 лютого 1972     | Україна  | 16       | 23п      |
| Захисники    |                                   |                   |          |          |          |
|              | Бабич Олександр Олександрович     | 15 лютого 1979    | Україна  | 2        | 0        |
|              | Болотов Олександр Олександрович   | 3 листопада 1974  | Україна  | 1        | 0        |
|              | Гаврюшов Андрій Валерійович       | 24 вересня 1977   | Україна  | 25       | 2        |
|              | Журка Олег Васильович             | 4 листопада 1977  | Україна  | 23       | 1        |
|              | Козар Геннадій Васильович         | 23 вересня 1971   | Україна  | 27       | 0        |
|              | Мокрицький Юрій Ярославович       | 16 жовтня 1970    | Україна  | 27       | 0        |
|              | Пасічниченко Роман Сергійович     | 17 червня 1981    | Україна  | 6        | 0        |
|              | Первак Віталій Миколайович        | 15 серпня 1970    | Україна  | 27       | 1        |
|              | Ратій Олег Борисович              | 5 липня 1970      | Україна  | 14       | 1        |
|              | Шевчук Юрій Васильович            | 11 листопада 1978 | Україна  | 21       | 0        |
| Півзахисники |                                   |                   |          |          |          |
|              | Балацький Анатолій Васильович     | 15 червня 1972    | Україна  | 1        | 0        |
|              | Городов Олексій Анатолійович      | 28 серпня 1978    | Україна  | 20       | 1        |
|              | Жилін Олег Миколайович            | 2 серпня 1971     | Україна  | 28       | 2        |
|              | Нодь Жолт                         | 23 березня 1979   | Угорщина | 5        | 0        |
|              | Козакевич Олександр Володимирович | 9 серпня 1975     | Україна  | 13       | 6        |
|              | Косілов Сергій Сергійович         | 11 липня 1979     | Росія    | 12       | 3        |
|              | Мартиненко Андрій Анатолійович    | 18 липня 1978     | Україна  | 1        | 0        |
|              | Плотко Ігор Володимирович         | 9 червня 1966     | Україна  | 2        | 0        |
|              | Приходько Геннадій Миколайович    | 14 серпня 1973    | Україна  | 13       | 0        |
|              | Сахно Віталій Вікторович          | 26 березня 1977   | Україна  | 5        | 0        |
|              | Селезньов Сергій Анатолійович     | 17 лютого 1975    | Україна  | 17       | 1        |
|              | Слюсар Валентин Васильович        | 15 вересня 1977   | Україна  | 18       | 2        |
|              | Шаран Володимир Богданович        | 18 вересня 1971   | Україна  | 8        | 0        |
|              | Шпирка Богдан Петрович            | 21 січня 1976     | Україна  | 1        | 0        |
| Нападники    |                                   |                   |          |          |          |
|              | Мазяр Володимир Іванович          | 28 вересня 1977   | Україна  | 9        | 1        |
|              | Покладок Андрій Ярославович       | 21 червня 1971    | Україна  | 21       | 1        |
|              | Розлач Олександр Віталійович      | 6 жовтня 1978     | Україна  | 1        | 0        |
|              | Сібіряков Сергій Олександрович    | 1 січня 1982      | Україна  | 3        | 0        |
|              | Телятников Олексій Леонідович     | 21 жовтня 1980    | Україна  | 10       | 0        |
|              | Чуйченко Сергій Олександрович     | 25 жовтня 1968    | Україна  | 11       | 3        |
|              | Ярош Руслан Леонідович            | 31 серпня 1979    | Україна  | 11       | 1        |

## «Таврія» (Сімферополь)
Головний тренер: Анатолій Заяєв
| №            | Футболіст                          | Дата народження   | Країна   | Ігри     | Голи     |
| Воротарі     | Воротарі                           | Воротарі          | Воротарі | Воротарі | Воротарі |
| ------------ | ---------------------------------- | ----------------- | -------- | -------- | -------- |
|              | Бажан Ігор Миколайович             | 2 грудня 1981     | Україна  | 2        | 5п       |
|              | Величко Сергій Миколайович         | 9 серпня 1976     | Україна  | 14       | 20п      |
|              | Збарах Микола Миколайович          | 25 лютого 1975    | Україна  | 2        | 1п       |
|              | Стронціцький Богдан Едуардович     | 13 січня 1968     | Україна  | 14       | 24п      |
| Захисники    |                                    |                   |          |          |          |
|              | Беженар Сергій Миколайович         | 9 серпня 1970     | Україна  | 22       | 0        |
|              | Васін Денис Юрійович               | 12 вересня 1979   | Україна  | 1        | 0        |
|              | Доніца Юліан                       | 18 жовтня 1975    | Румунія  | 17       | 0        |
|              | Донюшкін Юрій Олексійович          | 27 січня 1976     | Україна  | 27       | 0        |
|              | Котюк Андрій Валерійович           | 3 вересня 1976    | Україна  | 29       | 1        |
|              | Куций Павло Павлович               | 18 серпня 1978    | Україна  | 1        | 0        |
|              | Поляков Борис Маркович             | 8 грудня 1976     | Україна  | 2        | 0        |
|              | Де Олівейра Роджер Франклін Берна  | 13 квітня 1981    | Бразилія | 2        | 0        |
|              | Храмцов Олексій Володимирович      | 8 листопада 1975  | Україна  | 21       | 0        |
| Півзахисники |                                    |                   |          |          |          |
|              | Богатир Іван Олександрович         | 24 квітня 1975    | Україна  | 8        | 0        |
|              | Браіла Володимир Леонідович        | 21 серпня 1978    | Україна  | 27       | 0        |
|              | Ветренніков Сергій Юрійович        | 24 березня 1976   | Україна  | 1        | 0        |
|              | Войнаровський Роман Васильович     | 5 січня 1980      | Україна  | 2        | 0        |
|              | Голайдо Денис Олександрович        | 3 червня 1984     | Україна  | 8        | 0        |
|              | Де Ласерда Апаресіда Едмар         | 16 червня 1980    | Бразилія | 14       | 4        |
|              | Назаров Дмитро Аркадійович         | 3 серпня 1977     | Україна  | 3        | 0        |
|              | Кравченко Віктор Миколайович       | 10 січня 1976     | Україна  | 13       | 1        |
|              | Митрофанов Олександр Володимирович | 1 листопада 1977  | Україна  | 5        | 0        |
|              | Осіпов Олексій Рудольфович         | 2 листопада 1975  | Україна  | 22       | 5        |
|              | Пірву Іонел Антонел                | 23 червня 1970    | Румунія  | 25       | 1        |
|              | Поляруш Олег Миколайович           | 10 вересня 1977   | Україна  | 1        | 0        |
|              | Саутін Артем Володимирович         | 20 лютого 1977    | Україна  | 2        | 0        |
|              | Смірнов Денис Анатолійович         | 18 червня 1975    | Україна  | 14       | 0        |
|              | Трапаідзе Гоча Важайович           | 9 травня 1976     | Грузія   | 14       | 0        |
|              | Хоменко Ігор Юрійович              | 18 квітня 1976    | Україна  | 18       | 1        |
|              | Хомутов Сергій Володимирович       | 24 березня 1983   | Україна  | 1        | 0        |
|              | Чомахідзе Шота                     | 17 листопада 1978 | Грузія   | 3        | 1        |
| Нападники    |                                    |                   |          |          |          |
|              | Гайдаш Олександр Миколайович       | 7 серпня 1967     | Україна  | 28       | 12       |
|              | Гігіадзе Васіл                     | 3 червня 1977     | Грузія   | 27       | 10       |
|              | Мазяр Володимир Іванович           | 28 вересня 1977   | Україна  | 10       | 0        |
|              | Микуляк Олександр Васильович       | 29 грудня 1976    | Україна  | 5        | 0        |
|              | Увакве Учечукву                    | 3 липня 1979      | Нігерія  | 1        | 0        |

## «Чорноморець» (Одеса)
Головний тренер: Олександр Скрипник (11 матчів), Леонід Гайдаржи (4 матчі), Семен Альтман (15 матчів)
| №            | Футболіст                        | Дата народження   | Країна     | Ігри     | Голи     |
| Воротарі     | Воротарі                         | Воротарі          | Воротарі   | Воротарі | Воротарі |
| ------------ | -------------------------------- | ----------------- | ---------- | -------- | -------- |
|              | Альтман Геннадій Семенович       | 22 травня 1979    | Україна    | 2        | 4п       |
|              | Гуменюк Олександр Анатолійович   | 6 жовтня 1976     | Україна    | 4        | 6п       |
|              | Руденко Віталій Миколайович      | 26 січня 1981     | Україна    | 23       | 32п      |
|              | Ширяєв Євген Юрійович            | 22 лютого 1984    | Україна    | 2        | 3п       |
| Захисники    |                                  |                   |            |          |          |
|              | Білозор Сергій Володимирович     | 15 липня 1979     | Україна    | 14       | 1        |
|              | Єрохін Андрій Анатолійович       | 24 березня 1978   | Україна    | 9        | 0        |
|              | Зубков Владислав Вікторович      | 8 квітня 1971     | Україна    | 5        | 0        |
|              | Катинсус Валерій                 | 27 квітня 1978    | Молдова    | 24       | 1        |
|              | Кірлік Андрій Яношевич           | 21 листопада 1974 | Україна    | 12       | 2        |
|              | Кулик Костянтин Анатолійович     | 14 червня 1970    | Україна    | 13       | 0        |
|              | Лозовський Андрій Миколайович    | 31 січня 1973     | Україна    | 10       | 0        |
|              | Опря Анатолій Олександрович      | 25 листопада 1977 | Україна    | 15       | 1        |
|              | Опря Ігор Васильович             | 5 жовтня 1969     | Молдова    | 13       | 0        |
|              | Поліщук Роман Володимирович      | 25 червня 1978    | Україна    | 9        | 0        |
|              | Симоненко Сергій Юрійович        | 12 червня 1981    | Україна    | 2        | 0        |
|              | Смішко Богдан Володимирович      | 20 серпня 1978    | Україна    | 5        | 0        |
|              | Стежковий Василь Вікторович      | 16 серпня 1980    | Україна    | 15       | 0        |
|              | Хвостунов Олександр Владіміровіч | 9 січня 1974      | Узбекистан | 15       | 0        |
| Півзахисники |                                  |                   |            |          |          |
|              | Багнюк Олексій Сергійович        | 18 травня 1979    | Україна    | 5        | 0        |
|              | Галюза Ілля Сергійович           | 16 листопада 1979 | Україна    | 11       | 0        |
|              | Гілазєв Руслан Накіфович         | 7 січня 1977      | Україна    | 15       | 1        |
|              | Данченко Юрій Володимирович      | 9 серпня 1979     | Україна    | 14       | 1        |
|              | Доценко Віктор Петрович          | 10 грудня 1975    | Україна    | 15       | 0        |
|              | Колесніченко Віталій Віталійович | 10 червня 1973    | Україна    | 14       | 1        |
|              | Колчин Денис Борисович           | 13 жовтня 1977    | Україна    | 2        | 1        |
|              | Кудря Вячеслав Миколайович       | 21 березня 1979   | Україна    | 4        | 0        |
|              | Лисицький Віталій Сергійович     | 16 квітня 1982    | Україна    | 12       | 1        |
|              | Мігалатюк Ігор Володимирович     | 27 червня 1976    | Україна    | 8        | 1        |
|              | Щекотилін Геннадій Анатолійович  | 28 липня 1974     | Україна    | 14       | 0        |
| Нападники    |                                  |                   |            |          |          |
|              | Балабанов Костянтин Олексійович  | 13 серпня 1982    | Україна    | 19       | 7        |
|              | Бобович Ігор Михайлович          | 18 листопада 1975 | Україна    | 26       | 2        |
|              | Горкун Валентин Миколайович      | 19 липня 1982     | Україна    | 7        | 0        |
|              | Косирін Олександр Михайлович     | 18 червня 1977    | Україна    | 23       | 9        |
|              | Мітерєв Юрій                     | 28 лютого 1975    | Молдова    | 17       | 1        |
|              | Пономаренко Сергій Іванович      | 20 лютого 1982    | Україна    | 2        | 0        |
|              | Романчук Руслан Володимирович    | 12 жовтня 1974    | Україна    | 11       | 1        |

## «Шахтар» (Донецьк)
Головні тренери: Невіо Скала (9 матчів), Валерій Яремченко (21 матч)
| №            | Футболіст                       | Дата народження   | Країна               | Ігри     | Голи     |
| Воротарі     | Воротарі                        | Воротарі          | Воротарі             | Воротарі | Воротарі |
| ------------ | ------------------------------- | ----------------- | -------------------- | -------- | -------- |
|              | Ковалевський Войцех             | 11 травня 1977    | Польща               | 10       | 10п      |
|              | Шутков Дмитро Анатолійович      | 3 квітня 1972     | Україна              | 20       | 14п      |
| Захисники    |                                 |                   |                      |          |          |
|              | Глевецкас Дайнюс Юлюс           | 3 травня 1977     | Литва                | 6        | 0        |
|              | Родрігес Кантос Оскар Даміан    | 22 червня 1974    | Уругвай              | 8        | 1        |
|              | Ндіайе Ассан                    | 1 серпня 1974     | Сенегал              | 23       | 0        |
|              | Конюшенко Андрій Вікторович     | 2 квітня 1977     | Україна              | 7        | 0        |
|              | Лалатовіч Ненад                 | 22 грудня 1977    | Сербія та Чорногорія | 10       | 0        |
|              | Окоронкво Ісаак                 | 1 травня 1978     | Нігерія              | 19       | 0        |
|              | Пажін Предраг                   | 14 березня 1973   | Болгарія             | 7        | 0        |
|              | Старостяк Михайло Володимирович | 13 жовтня 1973    | Україна              | 20       | 0        |
|              | Флоря Даніель                   | 18 грудня 1975    | Румунія              | 23       | 1        |
| Півзахисники |                                 |                   |                      |          |          |
|              | Бахарєв Олексій Олександрович   | 12 жовтня 1976    | Україна              | 23       | 2        |
|              | Бредун Євген Дмитрович          | 10 вересня 1982   | Україна              | 5        | 0        |
|              | Гай Олексій Анатолійович        | 6 листопада 1982  | Україна              | 29       | 5        |
|              | Зубов Геннадій Олександрович    | 12 вересня 1977   | Україна              | 17       | 4        |
|              | Левандовський Маріуш            | 18 травня 1979    | Польща               | 24       | 4        |
|              | Пестряков Олег Ігорович         | 5 серпня 1974     | Україна              | 8        | 0        |
|              | Попов Сергій Олександрович      | 22 квітня 1971    | Україна              | 16       | 3        |
|              | Пуканич Адріан Миколайович      | 22 червня 1983    | Україна              | 14       | 0        |
|              | Тимощук Анатолій Олександрович  | 30 березня 1979   | Україна              | 30       | 4        |
| Нападники    |                                 |                   |                      |          |          |
|              | Агахова Джуліус                 | 12 лютого 1982    | Нігерія              | 10       | 1        |
|              | Бєлік Олексій Григорович        | 15 лютого 1981    | Україна              | 28       | 21       |
|              | Лемос да Сільва Еваеверсон      | 16 червня 1980    | Бразилія             | 18       | 4        |
|              | Воробєй Андрій Олексійович      | 29 листопада 1978 | Україна              | 29       | 8        |
|              | Йовановіч Мілан                 | 18 квітня 1981    | Сербія та Чорногорія | 6        | 1        |